# Nielsen Media Research
Nielsen Media Research ist ein US-amerikanisches Marktforschungsunternehmen mit Sitz in New York City. Sie ermittelt seit über 50 Jahren unter anderem die Bruttowerbeaufwendungen in den Above-the-line-Medien in Deutschland sowie die Mediengattungen Direct Mail, Online, At-Retail-Media und Transport Media. Darüber hinaus erfasst Nielsen Media Research die Werbekreationen in den verschiedenen Medien. Nielsen Media Research stellt seinen Kunden eine Kombination aus den werbestatistischen Daten und Kreationen zur Verfügung und unterstützt diese mit Serviceleistungen wie zum Beispiel Medien- und Werbeforschung sowie individuellen Sonderanalysen und Softwarelösungen.
Das Unternehmen unterhält Filialen in über 40 Ländern. Zu den Kunden gehören führende Konsumgüterhersteller, Handel und Dienstleister, Unternehmen in der Medien- und Unterhaltungsbranche, Werbeagenturen und Mediaagenturen. 
Das Unternehmen wurde 1946 als Dr. Kapferer & Dr. Schmidt Gesellschaft für Wirtschaftsanalyse und Markterkundung gegründet. 1967 erfolgte die Umbenennung in Schmidt & Pohlmann Gesellschaft für Werbestatistik, ab 1969 erfolgte eine Zusammenarbeit mit anderen Forschungsinstituten. 1979 übernahm ACNielsen das Unternehmen zu 100 Prozent und gründete die A.C. Nielsen Werbeforschung S + P GmbH. Infolge einer Umstrukturierung der späteren ACNielsen-Muttergesellschaft Dun & Bradstreet 1996 wurde die Nielsen Media Research als eigenständiges Unternehmen ausgegliedert. Im Oktober 1999 wurde Nielsen Media Research von VNU übernommen. Nach der Übernahme von ACNielsen durch VNU im Jahr 2001 wurde Nielsen Media Research mit ACNielsen Media International wiedervereinigt und bietet seitdem unter dem Namen Nielsen Media Research in 40 Ländern seine Leistungen an. 2007 wurden die Unternehmen der VNU-Gruppe unter dem Namen The Nielsen Company vereinigt.
Das Unternehmen misst in den USA landesweit die Fernseheinschaltquoten und -marktanteile, die Einschaltquoten sind unter der Bezeichnung Nielsen Ratings bekannt.  